# 明日香皇女
明日香皇女（あすかのひめみこ）は、天智天皇皇女。飛鳥皇女とも。母は橘娘（父：阿倍内麻呂）。同母の妹は新田部皇女。忍壁皇子の妻とする説がある。

## 生涯
持統天皇6年（692年）8月17日に持統天皇が明日香皇女の田荘に行幸した。持統天皇8年（694年）8月17日に明日香皇女の病気平癒のために沙門104人を出家させた。
文武天皇4年（700年）、浄広肆の位で4月4日に死去。もがりの折に柿本人麻呂が､夫との夫婦仲の良さを詠んだ挽歌を捧げた。
明日香皇女は、持統天皇の訪問を受けたり、彼女の病気平癒のために108人の沙門を出家させたりなど、他の天智天皇皇女に比べて異例の重い扱いを受けている。

## 明日香皇女に関する歌
柿本人麻呂による挽歌が万葉集に残っている。
- 明日香皇女のきのへの殯宮の時、柿本朝臣人麻呂の作れる歌一首并に短歌
  - 飛ぶ鳥の　明日香の河の　上つ瀬に　石橋渡し　下つ瀬に　打橋渡す　石橋に　生ひ靡ける　玉藻もぞ　絶ゆれば生ふる　打橋に　生ひをれる　川藻もぞ　枯るれば生ゆる　何しかも　わが王の　立たせば　玉藻のもころ　臥せば　川藻のごとく　靡かひし　宜しき君の　朝宮を　忘れたまふや　夕宮を　背きたまふや　うつそみと　念ひし時　春べは　花折りかざし　秋立てば　黄葉かざし　しきたへの　袖たづさはり　鏡なす　見れども飽かず　三五月の　いやめづらしみ　念ほしし　君と時時　幸して　遊びたまひし　御食向ふ　きのえの宮を　常宮と　定めたまひて　あぢさはふ　目言も絶えぬ　しかれかも　あやにかなしみ　ぬえ鳥の　片恋嬬　朝鳥の　往来はす君が　夏草の　念ひ萎えて　夕星の　か往きかく去き　大船の　たゆたふ見れば　なぐさむる　情もあらず　そこゆゑに　せむすべ知れや　音のみも　名もみも絶えず　天地の　いや遠長く　偲び行かむ　み名に懸かせる　明日香河　万世までに　はしきやし　わが王の　形見かここを [巻2-196]
- 短歌二首
  - 明日香川しがらみ渡し塞かませば　流るる水ものどかにあらまし [巻2-197]
  - 明日香川明日だに見むと念へやも　わが王のみ名忘れせぬ [巻2-198]

## 血縁
- 父：天智天皇
- 母：阿倍橘娘（父：阿倍内麻呂）
- 同母妹：新田部皇女（天武天皇妃）

- 伯母：小足媛
- 従兄弟：有間皇子